# Пешич, Александар
Алекса́ндар Пе́шич (серб. Александар Пешић; 21 мая 1992, Ниш, Югославия) — сербский футболист, нападающий венгерского клуба «Ференцварош». За карьеру играл за клубы из 10 стран: Сербии, Греции, Молдавии, Франции, Италии, Саудовской Аравии, Республики Корея, Израиля, Турции и Венгрии.

## Карьера

### Клубная

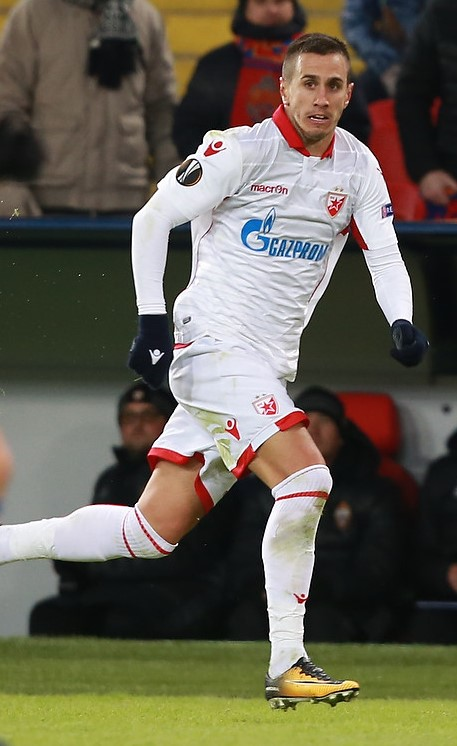
Пешич в составе «Црвены звезды»

С 2008 по 2011 год выступал за греческий клуб «ОФИ». В сезоне 2008/2009 сыграл 1 матч в чемпионате Греции. В сезоне 2009/2010 греческий клуб играл во второй лиге страны. Пешич провёл 12 матчей, забил 1 гол.
В начале 2011 года перешёл в молдавский «Шериф». В сезоне 2010/2011 сыграл 11 матчей и забил 5 голов в чемпионате Молдавии. В сезоне 2011/2012 провёл 23 игры и забил 14 голов. «Шериф» выиграл чемпионат Молдавии. В сезоне 2012/2013 сыграл 24 матча, забил 7 голов. «Шериф» стал чемпионом Молдавии, оторвавшись от ближайшего преследователя на 14 очков. Летом 2013 года команда выиграла Суперкубок Молдавии.
Летом 2013 года стал игроком сербского клуба «Ягодина». Провёл в клубе один сезон (2013/2014). Сыграл 22 матча в сербской Суперлиге и забил 13 голов.
Летом 2014 года перешёл во французский клуб «Тулуза», представляющий Лигу 1. В сезоне 2014/2015 провёл 34 игры, забил 6 голов. В сезоне 2015/2016 провёл 23 игры, забил 2 гола.
Летом 2016 года на правах аренды перешёл в итальянскую «Аталанту». В сезоне 2016/2017 сыграл 6 матчей в чемпионате, голов не забил.
Летом 2017 года перешёл в сербскую «Црвену Звезду». В сезоне 2017/18 сыграл 35 матчей и забил 25 голов в чемпионате. Команда стала чемпионом Сербии. Сам Пешич стал лучшим бомбардиром чемпионата.
Летом 2018 года перешёл в «Аль-Иттихад» из Саудовской Аравии. Сыграл 11 матчей и забил 1 гол в чемпионате. С февраля по июнь 2019 года был в аренде в южнокорейском «Сеуле». Сыграл 14 матчей и забил 9 голов в чемпионате.

### В сборной
В 2011 году играл за сборную Сербии (до 19 лет) на Чемпионате Европы среди юношей (до 19 лет). Сербия дошла до полуфинала, в котором проиграла команде Чехии со счётом 2:4.
В 2015 году играл за молодёжную сборную Сербии на молодёжном Чемпионате Европы. Сербия не смогла выйти в плей-офф.
За основную команду Сербии дебютировал 15 ноября 2016 года в товарищеском матче против сборной Украины.

#### Международная статистика
| Матчи Пешича за сборную Сербии | Матчи Пешича за сборную Сербии | Матчи Пешича за сборную Сербии | Матчи Пешича за сборную Сербии | Матчи Пешича за сборную Сербии | Матчи Пешича за сборную Сербии | Матчи Пешича за сборную Сербии |
| ------------------------------ | ------------------------------ | ------------------------------ | ------------------------------ | ------------------------------ | ------------------------------ | ------------------------------ |
| №                              | Дата                           | Оппонент                       | Счёт                           | Голы                           | Соревнование                   |                                |
| 1                              | 15 ноября 2016                 | Украина                        | 0:2                            | —                              | Товарищеский матч              |                                |

Итого: 1 матч / 0 голов; 0 побед, 0 ничьих, 1 поражение.

## Достижения

### Командные
Шериф
- Чемпион Молдавии (2): 2011/2012, 2012/2013.
- Обладатель Суперкубка Молдавии (1): 2013.

 Црвена Звезда
- Чемпион Сербии (1): 2017/2018

### Индивидуальные
- Лучший бомбардир чемпионата Сербии (1): 2017/18 (25 голов).